# Cibedug (Ciawi)
Cibedug is een bestuurslaag in het regentschap Bogor van de provincie West-Java, Indonesië. Cibedug telt 6425 inwoners (volkstelling 2010).